# Carbanión
Un carbanión es un anión de un compuesto orgánico donde la carga negativa recae sobre un átomo de carbono. 
```
R
n
C-H + B  →  R
n
C:
–
 + H-B
+
   n=1,2,3
```

Donde B es una base.

Carbanión donde n=3.

En el carbanión, el átomo de carbono posee un par de electrones sin compartir y soporta una carga negativa, junto además n sustituyentes para totalizar 8 electrones de valencia. En el caso de tres sustituyentes (n=3), caso típico, su geometría es de pirámide trigonal (como la del amoníaco). 
Un carbanión es un intermedio de reacción habitual en química orgánica.
Formalmente un carbanión es la base conjugada de un "ácido de carbono".

## Estabilidad
La estabilidad y reactividad de un carbanión está determinada por diversos factores. Estos incluyen:
1. El efecto inductivo. Los átomos electronegativos adyacentes a la carga negativa la estabilizan;
2. La hibridación del átomo que soporta la carga. La estabilidad aumenta al crecer el carácter s del orbital híbrido del carbono. Esto es, sp > sp2 > sp3;
3. La resonancia. Esto es, el anión es estabilizado por resonancia.

A mayor estabilidad más débil como base es el carbanión y más fuerte su ácido conjugado, y viceversa.
De forma intuitiva se puede aproximar que cuanto más inestable más reactivo es el carbanión, y viceversa.

## Propiedades
Un carbanión, dada su carga negativa, es un nucleófilo. Por tanto al reaccionar con carbonos electrófilos formará nuevos enlaces C-C.
Un carbanión es un importante intermedio de reacción. Lo podemos encontrar por ejemplo en la reacción de Michael o en la química organometálica en la reacción de Grignard o en los compuestos de alquil-litio (u organolíticos).